# جلیزی بالا
جلیزی بالا، روستایی در دهستان دالپری بخش موسیان شهرستان دهلران در استان ایلام ایران است. این روستا. مرکز دهستان دالپری است.
این روستا محل شهادت اولین خلبان هوانیروز ارتش جمهوری اسلامی ایران می باشد. شهید غلامرضا چاغروند ملقب به ذبیح لرستان که یادمان این شهید والامقام در ابتدای جاده ورودی این روستا قرار دارد و روزانه میعادگاه عاشقان شهادت میباشد.

## جمعیت
بر پایه سرشماری عمومی نفوس و مسکن در سال ۱۳۹۵، جمعیت این روستا برابر با ۹۸۳ نفر (۱۹۳ خانوار) بوده‌است.